# Josune Bereziartu
Josune Bereziartu, född den 19 januari 1972, är en bergsklättrare från Spanien.